# Blåbandad jungfruslända
Blåbandad jungfruslända (Calopteryx splendens) är en art i insektsordningen trollsländor som tillhör familjen jungfrusländor. 

## Kännetecken
Den blåbandade jungfrusländans hane har blåfärgad kropp och genomskinliga vingar med ett blått band tvärs över, till skillnad mot hanen av blå jungfruslända, vilken har helt blå vingar. Honan har en mer grön till brunaktig kropp med genomskinliga, svagt gröna vingar och vitt vingmärke. Hanen saknar vingmärke. Variationer i färgteckning och i detaljer i kroppsbyggnaden finns dock och arten anses därför ha flera underarter. Vingbredden är omkring 65 millimeter och bakkroppens längd är mellan 35 och 40 millimeter.

## Utbredning
Blåbandad jungfruslända finns i Europa, norra Afrika och västra Asien. I Sverige finns den i de södra och mellersta delarna av landet, från Skåne till Uppland.  Den är landskapstrollslända för Blekinge. Den underart som finns i Sverige är Calopteryx splendens splendens, som också anses bilda holotyp för arten. Andra underarter i Europa är Calopteryx splendens ancilla i öst och Calopteryx splendens xanthostoma på Iberiska halvön. Hos den senare anser en del biologer att skillnaden är så stor att den kanske bör räknas som en egen art, Calopteryx xanthostoma. Två underarter, Calopteryx splendens hyalina och Calopteryx splendes syriaca, klassas som starkt hotade av IUCN.

## Levnadssätt
Den blåbandade jungfrusländan föredrar habitat med lugnt rinnande vatten, som åar och kanaler, helst med tät vegetation längs strandkanten och dyig botten. Hanen är revirhävdande och liksom den blå jungfrusländans hane så uppvaktar den blåbandade jungfrusländans hane honan inför parningen genom att utföra en speciell flykt omkring henne. Efter parningen lägger honan äggen, ibland tillsammans med hanen och ibland ensam, i stjälkarna på vattenväxter. Utvecklingstiden från ägg till imago är i Sverige två till tre år och flygtiden är juni till mitten av augusti. I varmare delar av utbredningsområdet kan utvecklingen gå något fortare.